# TSV 1814 Friedland
TSV 1814 Friedland is een Duitse sportvereniging uit Friedland, Mecklenburg-Voor-Pommeren. De club is naar eigen zeggen de oudste nog bestaande sportvereniging van Duitsland. De club is actief in onder andere aikido, atletiek, badminton, krachtsport, paardensport, schaken, tafeltennis, tennis, turnen, voetbal, volleybal en wielrennen.

## Geschiedenis
De club werd in mei 1814 opgericht als een turnvereniging naar het voorbeeld van Friedrich Ludwig Jahn. Na de Tweede Wereldoorlog werden alle Duitse sportverenigingen ontbonden. De club werd heropgericht als SG Friedland en werd later een BSG. De club nam verschillende namen aan zoals BSG Empor Friedland en BSG Traktor Friedland. Na de Duitse hereniging werd opnieuw de historische naam aangenomen.

### Voetbal
De voetbalafdeling speelde als BSG Empor van 1953 tot 1964 in de Bezirksliga Neubrandenburg. Traktor promoveerde in 1974 weer naar de Bezirksliga en bleef daar tot 1977 en keer nog één keer terug in 1989/90. Na de Duitse hereniging ging de club van start in de Verbandsliga Mecklenburg-Vorpommern, toen nog de vierde klasse (vanaf 1994 de vijfde klasse), waar de club met uitzondering van seizoen 94/95 tot 2001 speelde. Na een aantal jaren hoge noteringen in de Landesliga promoveerde de club in 2009 terug naar de Verbandsliga, die inmiddels de zesde klasse was. Na twee seizoenen degradeerde de club weer. In 2013 promoveerde Friedland opnieuw naar de Verbandsliga. In 2018 trok de club zich wegens financiële redenen terug uit de Verbandsliga en ging vrijwillig in de Kreisoberliga spelen, drie klassen lager. 